# Зражевські

герб Зражевських

герб Долива

Зражевські (пол. Zrażewski, рос. Зражевские) — український козацький старшинський рід. Серед представників цього роду бачимо багато українських суспільних діячів XVII—XIX ст. — козацьких отаманів, священиків, дворян, чиновників і т. д., Гетьманщини, Речі Посполитої і Російської імперії.
Опис гербу: «У червоному полі, діагонально до лівого верхнього кута зображена срібна смуга з трьома трояндами. Щит увінчаний дворянськими шоломом і короною, на поверхні якої перпендикулярно означена смуга з трояндами і по боках її два мисливських роги. Намет на щиті червоний, підкладений сріблом.»
Про рід Зражевських в «Малороссийском гербовнике» вказано, що нащадки Онисима Зражевського, військового товариша (згад. 1691 р.) мали герб з таким описом: «Щит: в красном поле белая перевязь слева, обремененная тремя красными розами. Нашлемник: три розы в столб между двух буйволовых рогов». Це трохи змінений варіант польського гербу Доліва.
Представники роду:

## Козацька старшина
- Зражевський Мартин
- Зражевський Онисим Мартинович
- Зражевський Леонтій Онисимович
- Зражевський Іван Леонтійович
- Зражевський Кирило — сотник батуринської сотні Ніжинського полку (1659) і піхотного запорізького;
- Зражевський Данило Кирилович — сотник вороньківської сотні Переяславського полку (1662), городовий отаман Гельмязова (1699—1703);
- Зражевський Григорій (1734-?) — товмач на Запорізькій Січі, отаман глинської сотні (1773), військовий товариш;
- Зражевський Йосип

## Священики
- Зражевський Мойсей
- Зражевський Василь Мойсейович (1733—1796 рр.) — православний діяч протопіп білоцерківський, відіграв помітну роль у справі відродження православ'я на Правобережній Україні в часи Коліївщини та десятиліття по ній;
- Зражевський Федір Мойсейович
- Зражевський Іван Мойсейович